# Gare de Paradis
La gare de Paradis,  est une halte ferroviaire de la ligne de Jær située dans la commune de Stavanger

## Situation ferroviaire
La gare se situe à 1.4 km de Stavanger. 

## Histoire
L'emplacement de la halte ferroviaire a été critiqué pour être trop proche de la gare de Stavanger. Mais la Jernbaneverket a estimé, quant à elle, que la situation de la nouvelle halte était parfaite car elle permettait de desservir une population plus large que ne le faisait l'ancienne gare de Hillvåg, laquelle, construite en 1880 à 1.9 km de la gare de Stavanger, ne permettait pas de desservir autant de personnes.

## Service des voyageurs

### Accueil
La gare n'a ni salle d'attente, ni guichet mais une aubette et un automate. Il y a un parc à vélo couvert.

### Desserte
Paradis est desservi par des trains locaux en direction d'Egersund et de Stavanger.

## Ligne de Jær
| Origine  | Arrêt précédent | Train | Train         | Train | Arrêt suivant | Destination |
| -------- | --------------- | ----- | ------------- | ----- | ------------- | ----------- |
| Egersund | Mariero         |       | [Non indiqué] |       | Stavanger     | Stavanger   |